# Battaglia di Jemappes
La battaglia di Jemappes ebbe luogo il 6 novembre 1792 nei dintorni dell'omonima località belga.

## Descrizione
Lo scontro avvenne nel quadro della guerra dichiarata il 20 aprile dello stesso anno dall'Assemblea Legislativa della Rivoluzione francese al "re d'Ungheria e Boemia" (nella persona di Francesco II d'Austria), fra l'armata francese, comandata dal generale Charles François Dumouriez e quella austriaca comandata dal duca Alberto di Sassonia-Teschen.
Il duca, che aveva dovuto privarsi di molti reparti, e che con i suoi rimanenti 26 000 uomini si era sistemato in una posizione favorevole presso Jemappes in attesa di rinforzi, fu improvvisamente e violentemente attaccato dalle soverchianti truppe francesi (46 000 uomini). La battaglia era stata condotta per tutta la mattinata solo con continui colpi di artiglieria, quando Dumouriez verso mezzogiorno assunse direttamente il comando delle operazioni.
Mentre lo stesso Dumouriez attaccava le ridotte sulla sinistra, il generale Thouvenot attaccava l'ala destra ed il giovane Luigi Filippo d'Orléans, detto "général Égalité" e futuro re di Francia nel 1830 con il nome di Luigi Filippo I, attaccava al centro il duca di Teschen. Gli austriaci si ritirarono su Mons perdendo 7 000 uomini ed 8 cannoni, mentre i vincitori persero 4 000 uomini. A seguito di questa battaglia l'intero Belgio austriaco con Bruxelles e Liegi cadde in mano francese. Con le truppe francesi prese parte alla battaglia anche il fratello minore di Luigi Filippo d'Orléans, Antonio d'Orléans (1775-1807), duca di Montpensier.

## Conseguenze
La vittoria di Jemappes garantì il controllo francese sul Belgio. La città di Mons aprì le porte all'esercito di Dumoriez, dove rimase fino al 12 novembre. Poi si mosse verso Bruxelles, combattendo un'azione di retroguardia ad Anderlecht il 13 novembre, catturando l'attuale capitale del Belgio il 14 novembre. L'occupazione francese fu di breve durata e l'imposizione degli ideali liberali della rivoluzione francese ad una popolazione di visione prevalentemente conservatrice alienò le simpatie dei locali per la repubblica. Dumoriez fu costretto all'esilio nel 1793, ma la sua vittoria a Jemappes fu un passo fondamentale per il trionfo militare della Prima repubblica. In aggiunta, la vittoria garantì che tutte le più importanti battaglie dell'anno seguente venissero combattute lontano dai confini francesi.